# Nicolas Lombaerts
Nicolas Lombaerts (Brugge, 1985. március 20. –) belga válogatott labdarúgó.

## Pályafutása
Fiatalon a Club Brugge akadémiáján nevelkedett, többek között Jason Vandelannoite, Glenn Verbauwhede és Thomas Matton csapattársaként. Mivel Nicolas már az első csapatban akart szerepelni, de ezt a klubja nem tudta biztosítani, ezért távozott. 2004 nyarán aláírt a Gent csapatához, ahol augusztus 7-én a Germinal Beerschot csapata ellen debütált az élvonalban. 2006. január 21-én megszerezte első gólját a Louviere elleni bajnoki mérkőzésen. 93 tétmérkőzésen szerepelt a csapatban és ezeken 1 gólt szerzett. 2007 júliusában Oroszországba igazolt a Zenyit együtteséhez. Az FK Rosztov ellen debütált kezdőként és végig a pályán maradt. Négy alkalommal hódította el csapatával az orosz bajnoki címet, és az orosz kupát, orosz szuperkupát is nyert. Nemzetközi szinten UEFA-kupát és szuperkupát nyert a klubbal. 2010-ben 4 évvel meghosszabbította a szerződését. 2017. március 24-én bejelentették, hogy a szezon végén elhagyna a Zenyit csapatát és a KV Oostende klubjába igazol.

## Válogatott
Végig járta a korosztályos válogatottakat. 2006 májusában a Szaúd-arábiai labdarúgó-válogatott elleni felkészülési mérkőzésen debütált a felnőtt válogatottban. Tagja volt a válogatottnak, amely részt vett a 2014-es labdarúgó-világbajnokságon.

## Sikerei, díjai
- Zenyit
  - Orosz bajnok (4): 2007, 2010, 2011–12, 2014–15
  - Orosz kupagyőztes (1):  2010
  - Orosz szuperkupagyőztes (2): 2008, 2011
  - UEFA-kupa győztes (1): 2007–08
  - UEFA-szuperkupa győztes (1): 2008